# Sabah I. (Kuwait)
Scheich Sabah I. (arabisch صباح الأول بن جابر الصباح, DMG Ṣabāḥ al-awwal b. Ǧābir aṣ-Ṣabāḥ; * 1700; † 1762), auch als Sabah ibn Dschabir as-Sabah bekannt, war der erste Emir von Kuwait. In der offiziellen kuwaitischen Geschichte heißt es, er sei einstimmig zum Emir gewählt worden. Er ist der Begründer der Sabah-Dynastie.

## Herrschaft
Die Familien der Bani Utba kamen 1713 in Kuwait an und ließen sich nieder, nachdem sie die Erlaubnis des Emirs von al-Hasa Sa'dun bin Muhammad erhalten hatten, der von 1691 bis 1722 regierte. 1718 versammelten sich die Oberhäupter aller Familien in der Stadt Kuwait und wählten Sabah ibn Dschabir as-Sabah zum Emir von Kuwait, der eine Art Gouverneur unter dem Emir von al-Hasa wurde.
Im Jahr 1752 wurde Kuwait nach einem Abkommen zwischen dem Scheich von Kuwait und dem Emir von al-Hasa unabhängig. Al-Hasa erkannte die unabhängige Herrschaft von Sabah I. über Kuwait an und verpflichtete Kuwait im Gegenzug, sich nicht mit den Feinden von al-Hasa zu verbünden, sie nicht zu unterstützen und sich in keiner Weise in die inneren Angelegenheiten von al-Hasa einzumischen. Nach seinem Tod wurde Sabah I. von seinem jüngsten Sohn, Abdullah bin Sabah, abgelöst.